# 제네시스 GV60
제네시스 GV60는 제네시스의 첫 번째 EV 전용 모델로, E-GMP를 기반으로 한다.

## 1세대(JW) (기아 EV6와 형제차)

### GV60(2021년9월~현재)
2021년 8월 19일 내외장 디자인 및 9월 30일 제네시스 GV60가 공개됐다. EV 전용 플랫폼 E-GMP를 기반으로 하는 모델이며, 역동적인 고성능 이미지를 구현했다. 전면부는 두 줄 디자인의 쿼드램프와 램프 레벨 아래로 크레스트 그릴을 적용했으며, 동시에 고전압 배터리의 냉각효율을 높이는 등 최적화된 기능적 디자인을 구현했다. 또한 기요셰 패턴을 각인한 신규 제네시스 엠블럼 및 후드와 펜더 부분을 하나의 패널로 구성한 클램쉘 후드를 적용했다. 측면부는 전면부 후드부터 후면부 스포일러까지 간결하면서도 예리하게 다듬어진 실루엣에 입체적인 볼륨감을 더했으며, 윈드 쉴드 글라스부터 윈도우라인 상단을 따라 흐르는 크롬라인은 C필러 가니쉬 디자인으로 이어져 독특한 멋을 구현했다. 후면부는 투 라인 리어 콤비램프 및 고정형 리어 윙 스포일러을 적용했다. 또한 디지털 사이드 미러, 오토 플러시 아웃사이드 핸들, 페이스 커넥트 등을 적용했다.
외장 컬러는 비크 블랙, 우유니 화이트, 마테호른 화이트, 세빌 실버, 카본 메탈, 멜버른 그레이, 로얄 블루, 상파울로 라임, 하나우마 민트, 아타카마 코퍼, 아타카마 코퍼 무광 등 총 11개 색상이다. 내장 컬러는 옵시디안 블랙, 토렌트 네이비, 애쉬 그레이/글레시어 화이트, 몬스테라 그린/카멜 베이지, 몬스테라 그린/글레시어 화이트 등 총 5가지 컬러이다.
시프트 레버는 기아 EV6처럼 다이얼식이 적용된다.
2022년 9월 8일, 유로 NCAP에서 최고 등급인 별 다섯을 획득했다. 제네시스 GV60는 성인 탑승자 보호, 어린이 탑승자 보호, 보행자 보호, 안전 보조 시스템 등 4개 평가 항목의 종합 평가 결과 최고 등급을 달성했다. 측면 충돌 테스트에서 센터 사이드 에어백이 0.03초만에 전개되어 운전자와 앞좌석 동승자에 대한 양호한 신체보호 기능을 확인했으며, 주요 첨단 운전자 안전 시스템을 기본으로 탑재해 안전 보조 시스템 평가 부문에서 높은 점수를 받았다.

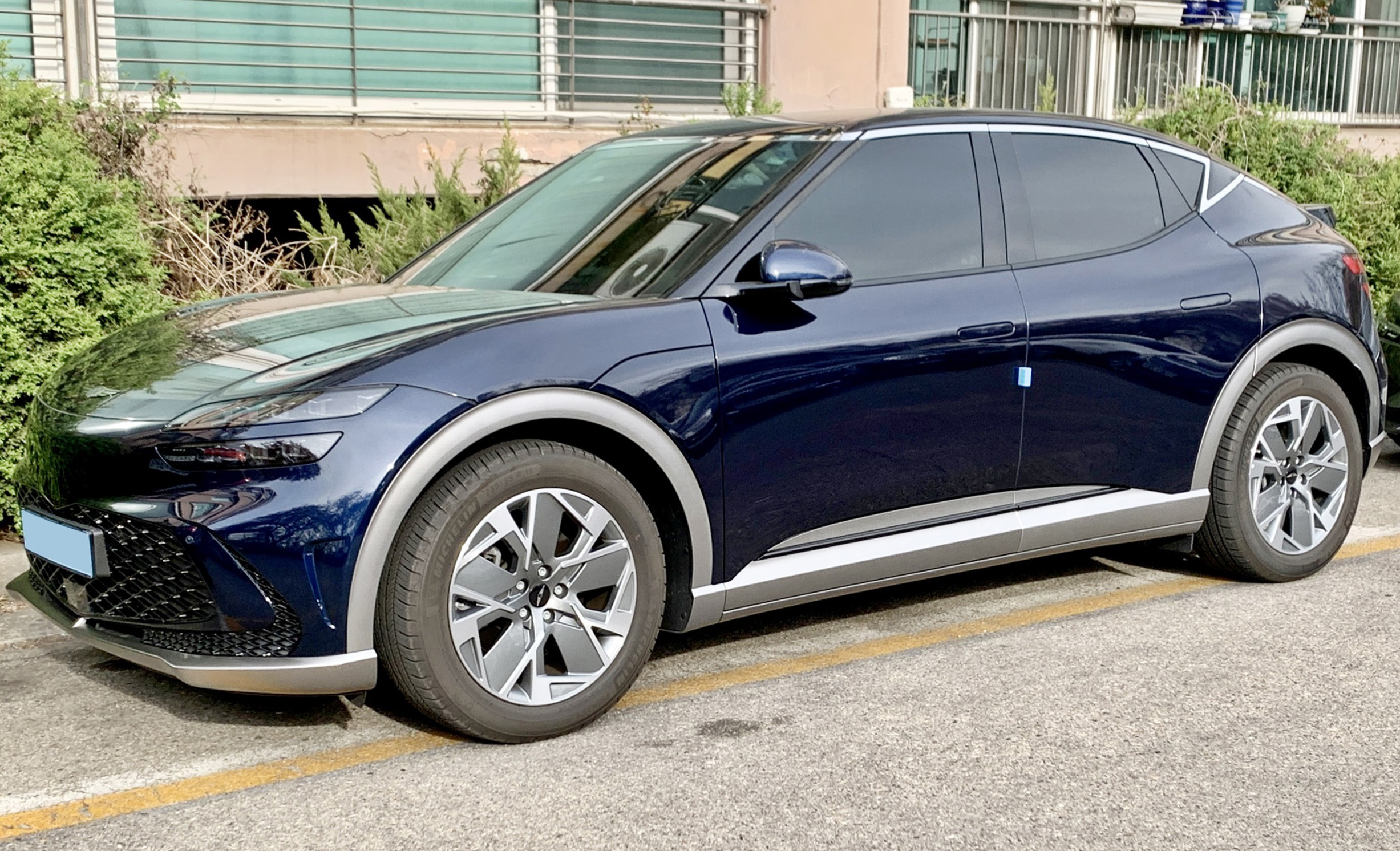
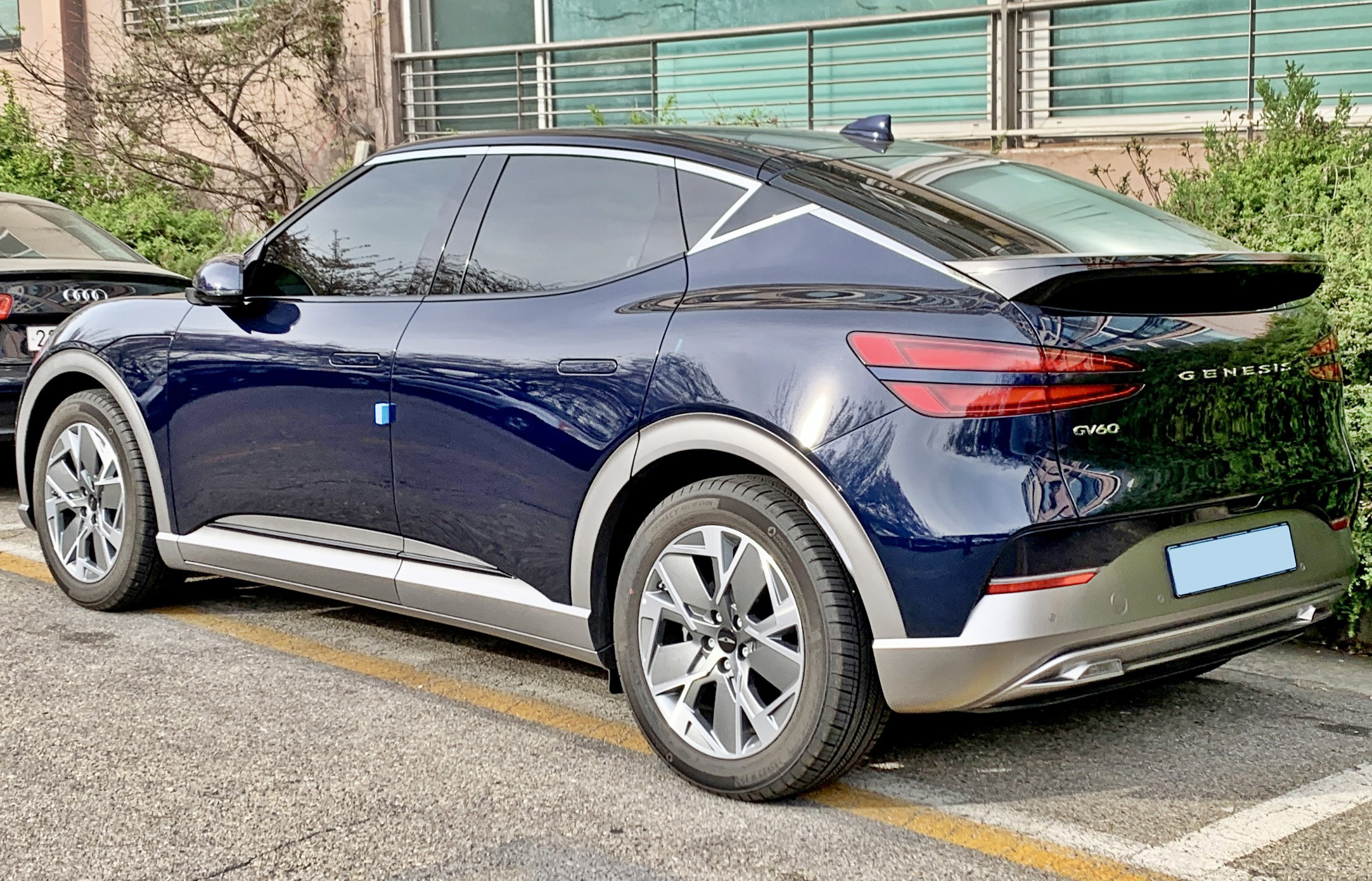
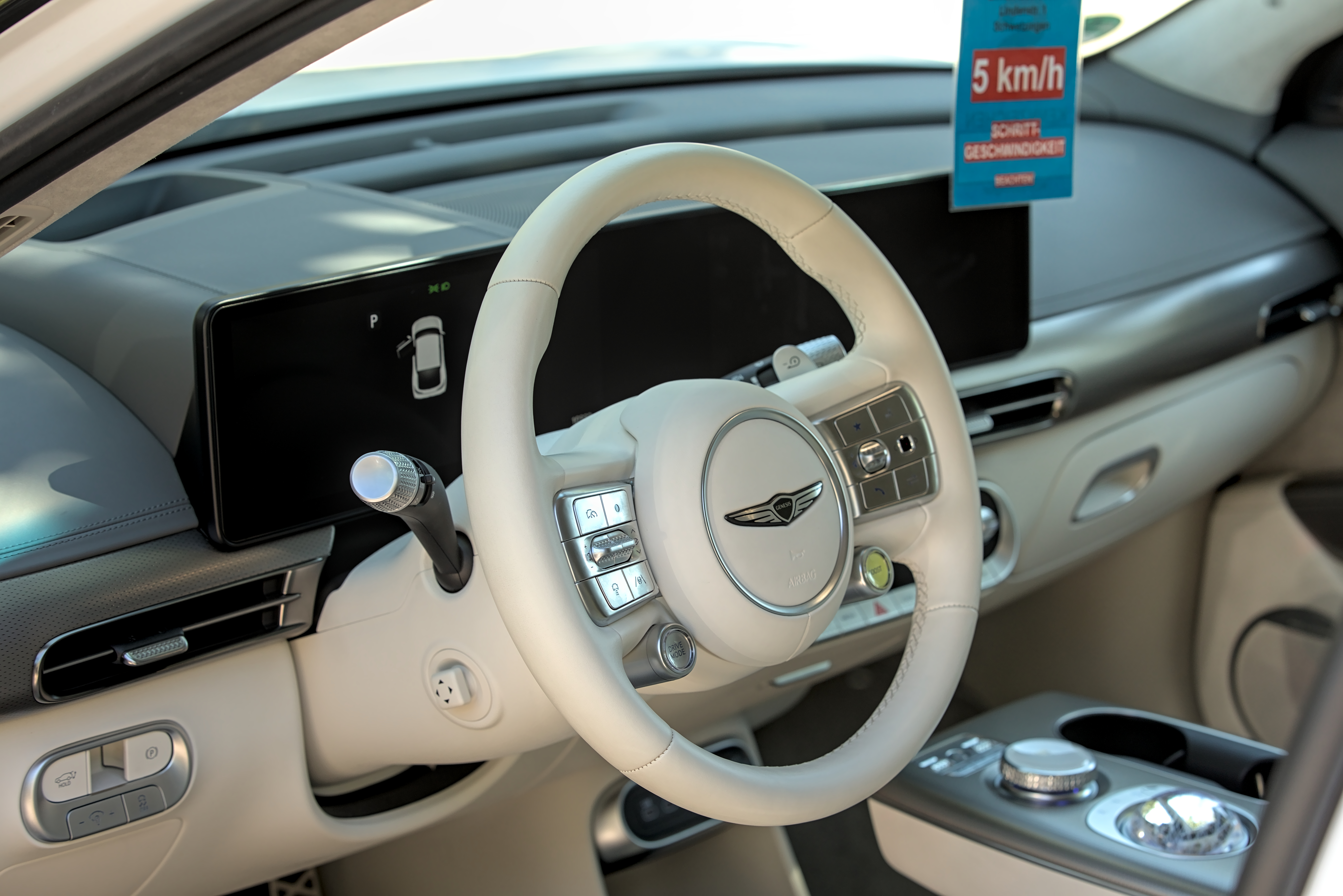

#### 제원
| 구분                   | 고성능           | 스탠다드                      |
| ---------------------- | ---------------- | ----------------------------- |
| 전장(mm)               | 4,515            | 4,515                         |
| 전폭(mm)               | 1,890            | 1,890                         |
| 전고(mm)               | 1,580            | 1,580                         |
| 축거(mm)               | 2,900            | 2,900                         |
| 모터 최대 출력(kW)     | 360(4WD)         | 168(2WD) / 234(4WD)           |
| 최대 토크(Nm)          | 700(4WD)         | 350(2WD) / 605(4WD)           |
| 복합전비(km/kWh)       | 4.1(4WD, 21")    | 5.1(2WD, 19") / 4.5(4WD, 19") |
| 배터리 용량(kWh)       | 77.4             | 77.4                          |
| 0-100km/h (부스트모드) | 4.0 (비공식 3.7) | 4.0 (비공식 3.7)              |

### GV60 부분변경 모델 (2025년3월~현재)
2025년 1월 6일에 GV60 부분변경 모델 디자인이 공개됐다. 외장은 브랜드 디자인 철학인 역동적인 우아함을 바탕으로 역동적이고 입체적인 형상으로 새롭게 디자인된 범퍼와 신규 MLA 기술이 적용된 헤드램프, 날렵한 5-스포크가 두드러지는 21인치 신규 휠이 적용됐다. 후면부의 리어 스키드 플레이트는 차체 색상과 동일한 디자인으로 구현됐다.
실내는 기존 실내 디자인을 계승하면서 한국적인 여백의 미와 하이테크 이미지를 더했으며, 크리스탈 스피어 변속기와 27인치 통합형 와이드 디스플레이가 적용됐다. 또한 크래시패드 상단부가 일체화됐으며, 3-스포크 신규 스티어링 휠이 적용됐다.
GV60 부분변경 모델은 2025년 상반기에 출시할 예정이다.
2025년 3월 6일에 GV60 부분변경 모델이 출시됐다. GV60 부분변경 모델의 전면부는 MLA 기술이 적용된 두 줄 헤드램프에 다이내믹 웰컴 라이트 기능이 탑재됐다. 측면부는 5-스포크 기반의 21인치 다크 메탈릭 글로시 그레이 휠과 20인치 라이트 실버 휠을 신규 적용했다. 또한 기존 19인치 휠의 색상을 다크 매트 그레이로 변경했으며, 차체 색상의 휠아치 클래딩을 적용했다. 외장 색상은 신규 색상인 트롬소 그린을 포함해 총 12종으로 운영된다.
실내는 센터 콘솔과 크래시패드에 신규 패턴의 알루미늄 내장재를 적용했다. 내장 색상은 프러시안 블루/스카이 블루 투톤, 파인 그로브 그린/골드코스트 옐로우 투톤, 갤럭시 블랙/아쿠아 그린 투톤 등 3종의 신규 색상을 포함해 총 5종으로 운영된다.
GV60 부분변경 모델에는 4세대 배터리가 탑재돼 용량이 84kWh로 증가됐으며, 1회 충전으로 481km(복합, 스탠다드 2WD 기준) 주행이 가능하다. 그 외에도 스마트 회생 제동 시스템 3.0, 신규 액티브 사운드 디자인(e-ASD), VGS(Virtual Gear Shift), 히든 드리프트, 전자식 차동 제한 장치, 운전자 상태 모니터링, 차로 유지 보조 2, 직접식 감지 스티어링 휠, 빌트인 캠 2, 디지털 센터 미러, 워크 어웨이 락 등 다양한 안전·편의 사양이 적용됐다.
판매 가격은 스탠다드 2WD 모델 6,490만 원, 스탠다드 AWD 모델 6,851만 원, 퍼포먼스 AWD 모델 7,288만 원이다. (※전기차 세제혜택 적용 기준)

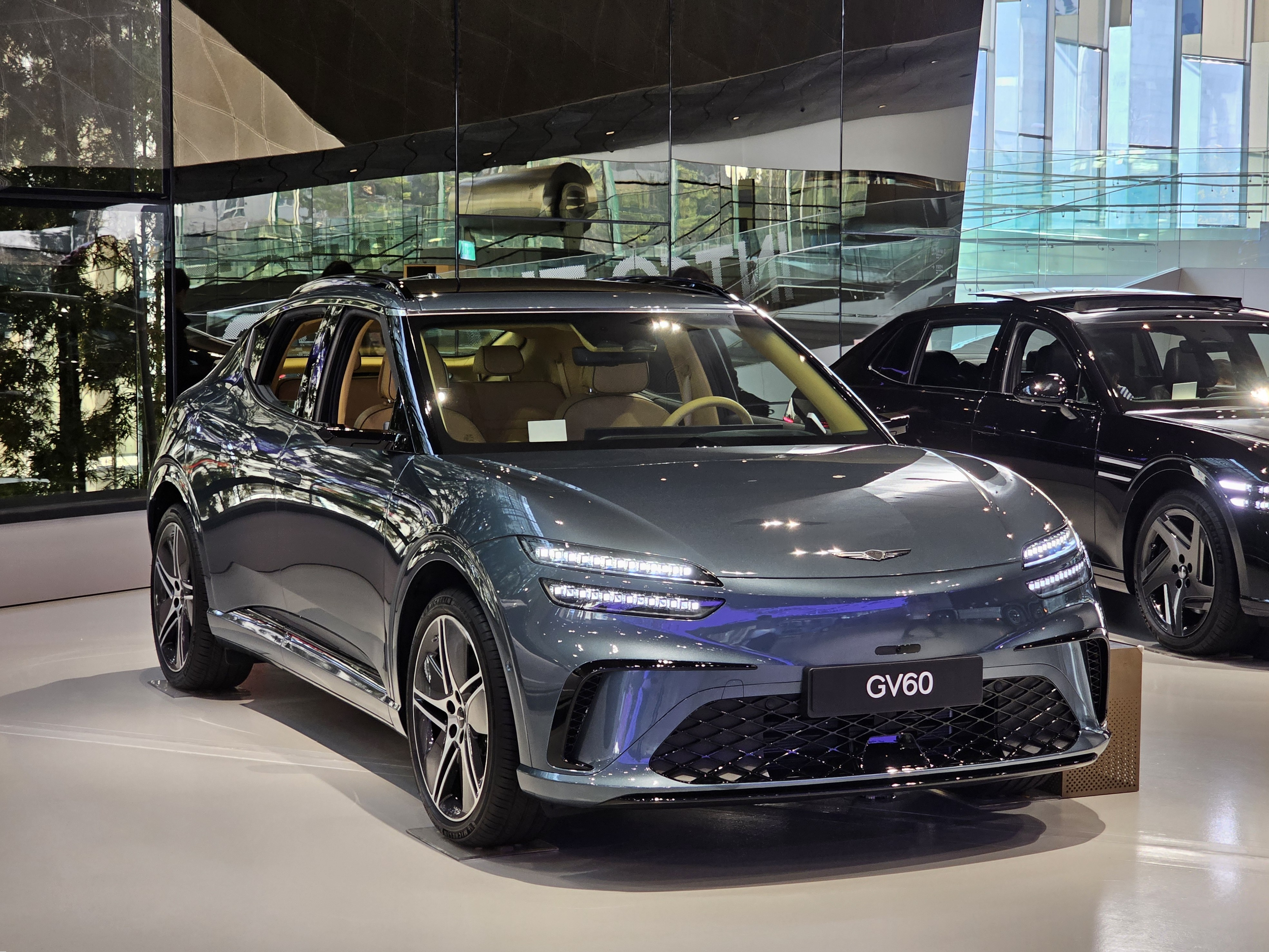
전측면
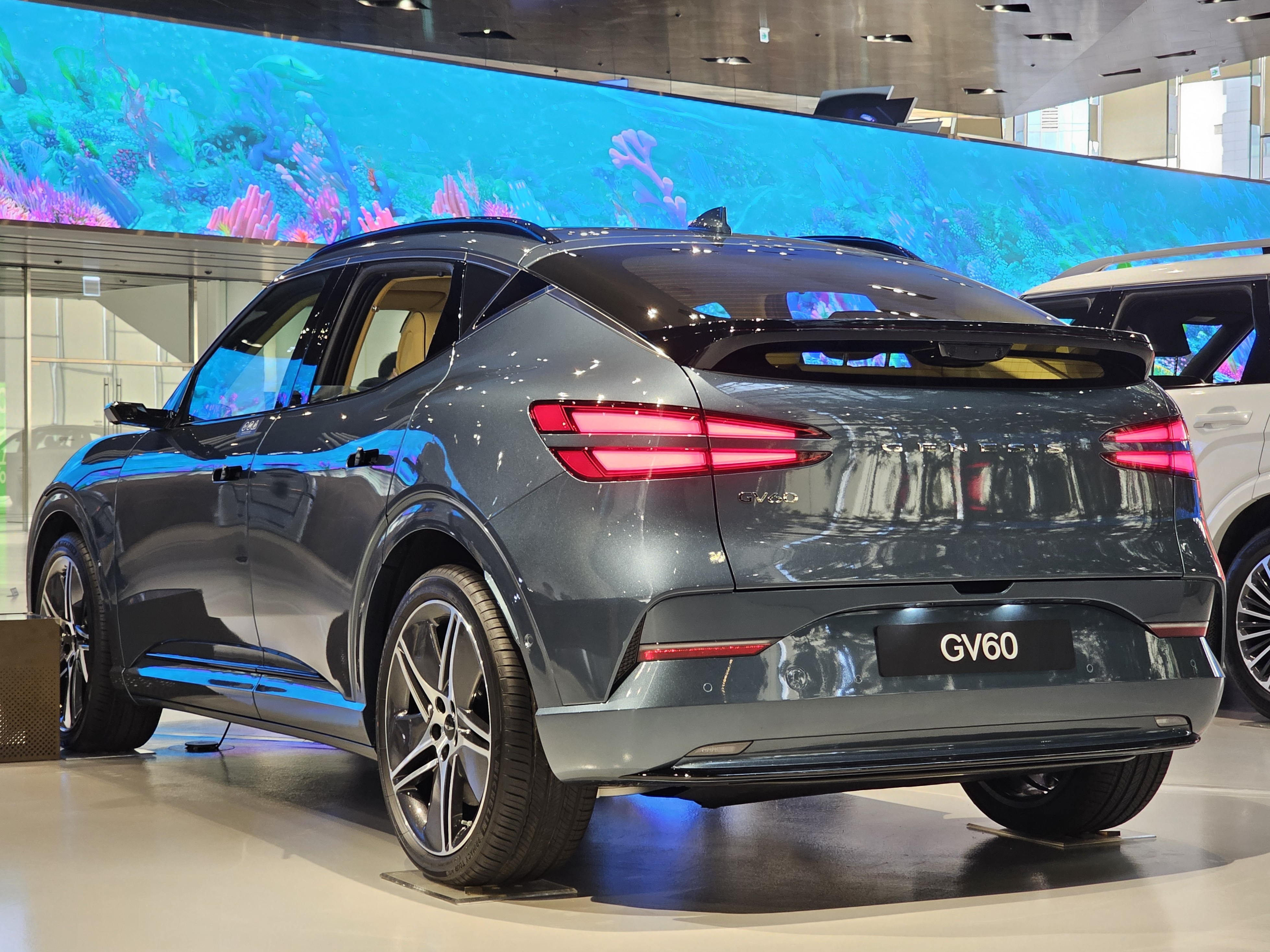
후측면
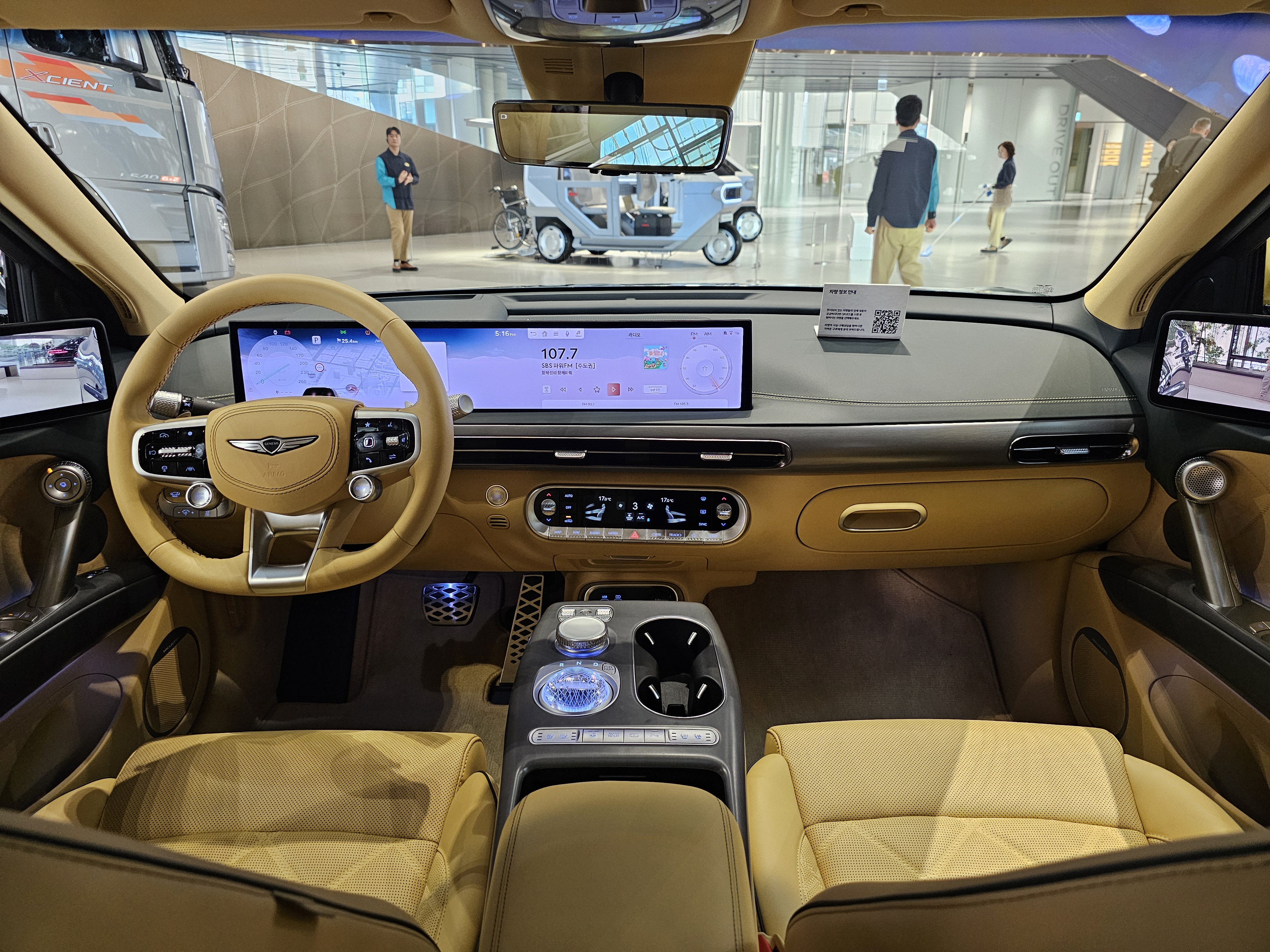
실내

#### 제원
| 구분                             | 구분                             | GV60 부분변경 모델    | GV60 부분변경 모델    | GV60 부분변경 모델     |
| 구분                             | 구분                             | 스탠다드 2WD          | 스탠다드 AWD          | 퍼포먼스 AWD           |
| 전장(mm)                         | 전장(mm)                         | 4,545                 | 4,545                 | 4,545                  |
| 전폭(mm)                         | 전폭(mm)                         | 1,890                 | 1,890                 | 1,890                  |
| 전고(mm)                         | 전고(mm)                         | 1,580                 | 1,580                 | 1,580                  |
| 축간거리(mm)                     | 축간거리(mm)                     | 2,900                 | 2,900                 | 2,900                  |
| 전기 모터                        | 최고 출력(kW)                    | 168                   | 234                   | 360 (부스트 모드 기준) |
| 전기 모터                        | 최대 토크(Nm)                    | 350                   | 605                   | 700 (부스트 모드 기준) |
| 고전압 배터리 용량(kWh)          | 고전압 배터리 용량(kWh)          | 84 (셀 제조사: SK 온) | 84 (셀 제조사: SK 온) | 84 (셀 제조사: SK 온)  |
| 1회 충전 주행가능거리 (복합, km) | 1회 충전 주행가능거리 (복합, km) | 481 (19인치 휠 기준)  | 437 (19인치 휠 기준)  | 382 (21인치 휠 기준)   |
| 에너지 소비효율 (복합, km/kWh)   | 에너지 소비효율 (복합, km/kWh)   | 5.1 (19인치 휠 기준)  | 4.6 (19인치 휠 기준)  | 4.0 (21인치 휠 기준)   |

### GV60 다목적 험로주행 콘셉트
2025년 1월 24일 다보스 포럼 행사장에서 공개됐다. 험난한 지형과 악천후 상황에서도 안전하게 정찰 및 구조지원 업무를 수행할 수 있도록 제작된 콘셉트 모델로 무한궤도형 바퀴를 장착해 다양한 험로에서 운행이 가능하며 탑승자 고정을 위한 스포츠 시트, 긴급 통신 시스템, 의료 용품 등이 탑재됐다. 중장비용 루프랙과 모듈러 방식의 해치랙을 탑재해 차량의 활용 폭을 넓혔으며 휠하우스에는 탄소 섬유로 제작된 대형 펜더 플레어가 장착됐다.

## 같이 보기
- 제네시스
- GV70
- GV80
- GV80 쿠페 콘셉트
- 제네시스 민트
- 전기차